# История почты и почтовых марок Сербской Краины
История почты и почтовых марок Сербской Краины соответствует периоду самостоятельных государственных образований на территории Хорватии в 1991—1998 годах, известных как Республика Сербская Краина (РСК) и Сремско-Бараньская область (СБО; официальное наименование — Временная администрация Организации Объединённых Наций для Восточной Славонии, Бараньи и Западного Срема), которые в 1993—1997 годах осуществляли собственную эмиссионную политику в отношении почтовых марок.

## Выпуски почтовых марок

### Выпуски 1993—1995 годов

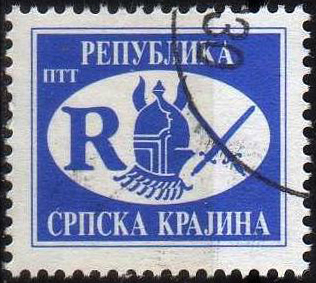
Марка для заказных писем РСК, 1993(Mi #22)

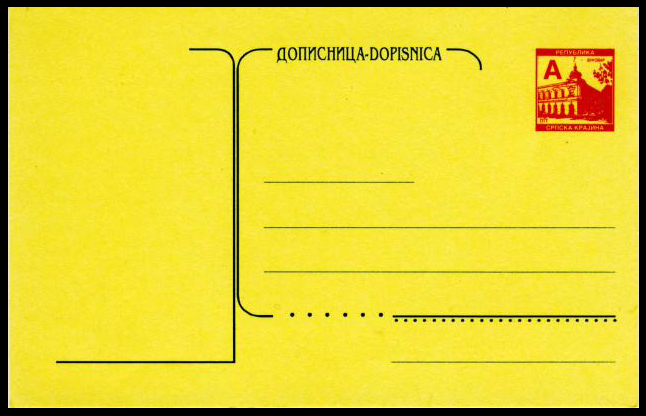
Почтовая карточка РСК

После выхода Хорватии из состава Югославии на территориях с сербским населением 19 декабря 1991 года была провозглашена Республика Сербская Краина, состоявшая из двух частей — Западной (Северная Далмация, Западная Славония и др.) и Восточной (Восточная Славония, Баранья и Западный Срем). Почтовые администрации этой непризнанной республики располагались соответственно в Книне и Вуковаре.
Первоначально на территории Республики Сербская Краина использовались марки и цельные вещи Югославии. Допускалась также оплата наличными, при этом на конверте ставился штамп «Почтовый сбор взыскан».
24 марта 1993 года в Вуковаре поступила в обращение первая серия собственных марок из пяти номиналов с надписью серб. «Република Српска Крајина». В Книне серия появилась с задержкой в один месяц — 24 апреля. Миниатюры с изображением благородного оленя, видов городов и герба республики были отпечатаны в Белграде. Они находились в обращении до 1 ноября 1993 года. Следующая серия из марок оригинальных рисунков пяти номиналов, в том числе первая безноминальная марка, вышла в июне 1993 года. В ноябре её дополнили маркой для заказных писем так же без указания номинала с литерой «R».
С 1 января 1994 года в обращение был введён новый краинский динар равный 1 миллиарду старых краинских динаров. В феврале 1994 года были изданы три миниатюры, посвящённые сербской культуре и традициям, с номиналами в новых динарах (н. д.).
До февраля 1994 года марки РСК печатались в Белграде, а после в городе Нови-Сад. Все эти марки использовались в обеих частях республики. Почтой Сербской Краины выпускались также цельные вещи — конверт и почтовая карточка, на знаке почтовой оплаты которых номинал был обозначен буквой «А».
25 июня 1995 года вышла серия «Туристические мотивы», состоявшая из пяти марок с видами городов непризнанной республики: Книна, Бенковаца, Петриньи и Пакраца. Эти миниатюры стали последними, которые использовались в обеих частях республики. В западной части РСК они имели хождение около месяца. В августе 1995 года западная часть Республики Сербская Краина была ликвидирована в ходе хорватской военной операции «Буря». 16 августа 1995 года взятие столицы Сербской Краины — Книна было отмечено хорватской почтой выпуском марки, на которой был изображён с вид города с крепостью под хорватским флагом.

#### Провизории

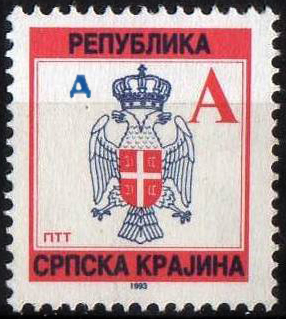
Провизорный выпуск Вуковара, надпечатка на первой безноминальной марке РСК, 1993

Почтовые администрации Книна и Вуковара выпускали также почтовые марки, имевшие хождение только в западной или восточной частях республики. Так, в мае 1993 года в Книне в связи с нехваткой марок РСК и увеличением тарифов на марках Югославии была сделана надпечатка новых номиналов без изменения названия почтовой администрации. В восточной части республики эти марки хождения не имели.
1 октября 1993 года была произведена деноминация югославского динара: 1 миллион динаров = 1 деноминированному динару. В связи с этим в ноябре 1993 года в Вуковаре на знаках почтовой оплаты, изданных в июне, сделали надпечатку литеры «Д», которая означала, что номинал марок в деноминированных югославских динарах. Эти миниатюры использовались только в восточной части республики.

### Выпуски 1995—1998 годов
30 августа 1995 года вышла серия из двух марок, посвящённая охраняемой фауне. Эти и все последующие марки использовались для оплаты писем в восточной части бывшей РСК.
12 ноября 1995 года было подписано Эрдутское соглашение по району Восточной Славонии, Бараньи и Западного Срема, согласно которому на этой территории была создана Временная администрация ООН для Восточной Славонии, Бараньи и Западного Срема, или Сремско-Бараньская область, под управлением Совета Безопасности ООН. Несмотря на это, до февраля 1997 года на марках, выходивших в регионе, оставалась надпись «Република Српска Краjина». С 1 марта 1997 года все марки Республики Сербская Краина были изъяты из обращения.
На 12 февраля 1997 года планировался выпуск серии из трёх почтово-благотворительных марок с надписью «Сремско-Барањска област» и изображением церквей в Оролике, Товарнике и Негославцах. Однако марки поступили в обращение только 22 февраля. Дополнительный сбор шёл на строительство православной церкви в Илоке. Письма, франкированные этими марками, очень редки.
Последние две марки Сремско-Бараньской области из серии «Европа» вышли 12 апреля 1997 года, они были посвящены сказаниям и легендам. 19 мая того же года почтовая администрация области перешла в ведение Хорватии. Марки области были изъяты из обращения и заменены хорватскими. Подготовленный 29 мая 1997 года почтовый блок, посвящённый международной филателистической выставке «Пасифик-97», проходившей в Сан-Франциско, в обращение не поступил.

Спекулятивно-фантастические выпуски от имени САО Восточная Славония, Баранья и Западный Срем и САО Краина (1991)

15 января 1998 года Сремско-Бараньская область была реинтегрирована в Хорватию.

## Фантастические выпуски
В конце 1991 года на филателистическом рынке появились спекулятивно-фантастические марки, изданные от имени Сербской Автономной Области Краина и Сербской Автономной Области Восточная Славония, Баранья и Западный Срем. Они представляли собой первые марки Хорватии с надпечатками текста: «САО Краjина» или «САО Славонија, Барања и Западни Срем» и герба. Известны также различные фантастические надпечатки на марках РСК.
От имени несуществующей Республики Сербская Краина с конца 1990-х годов выпускаются маркоподобные виньетки с номиналами в кунах.